# Dreifaltigkeitskirche (Freiburg im Breisgau)
Die Dreifaltigkeitskirche in Freiburg im Breisgau ist die Gemeindekirche der katholischen Bevölkerung im Freiburger Stadtteil Waldsee. Sie wurde in den Jahren 1952/53 erbaut und am 18. Oktober 1953 durch den damaligen Weihbischof Eugen Seiterich geweiht. Es war der erste katholische Kirchenneubau in Freiburg nach dem Zweiten Weltkrieg und wurde von dem Architekten Gregor Schroeder geplant, der im Gemeindegebiet wohnte.

## Äußeres
Der traditionelle Bau im Stil einer Basilika – 43,40 m lang und 18,62 m breit – erstreckt sich von Norden nach Süden. Der im Süden gelegene Chor ist eingezogen; auf der Westseite ist der massive Turm mit Firstrichtung West-Ost angebaut, der eine Höhe von 36,40 Meter hat und mit fünf Glocken bestückt ist. Auf der Ostseite ist eine Seitenkapelle angebaut, die den beiden Pfarrpatronen, Nikolaus von der Flüe und Karl Borromäus, geweiht ist. Die Fassade im Norden ist mit einer Vorhalle versehen, darüber befindet sich eine Fensterrose mit einem Durchmesser von sechs Metern. Neben dem Hauptportal unter der Vorhalle mit 24 von Alfred Erhart gestalteten Bronzetafeln, unter denen das Thema „ECCLESIA PRAEFIGURATA“ (Vorbildungen der Kirche – im Alten Testament) zu lesen ist, befinden sich zwei Seiteneingänge. durch welche die Kirche normalerweise betreten wird. An den Längsseiten des Kirchenschiffs befinden sich zwei weitere kleine Portale, die gewöhnlich geschlossen sind. Das Portal auf der Ostseite ermöglicht einen barrierefreien Zugang zur Kirche.

## Inneres

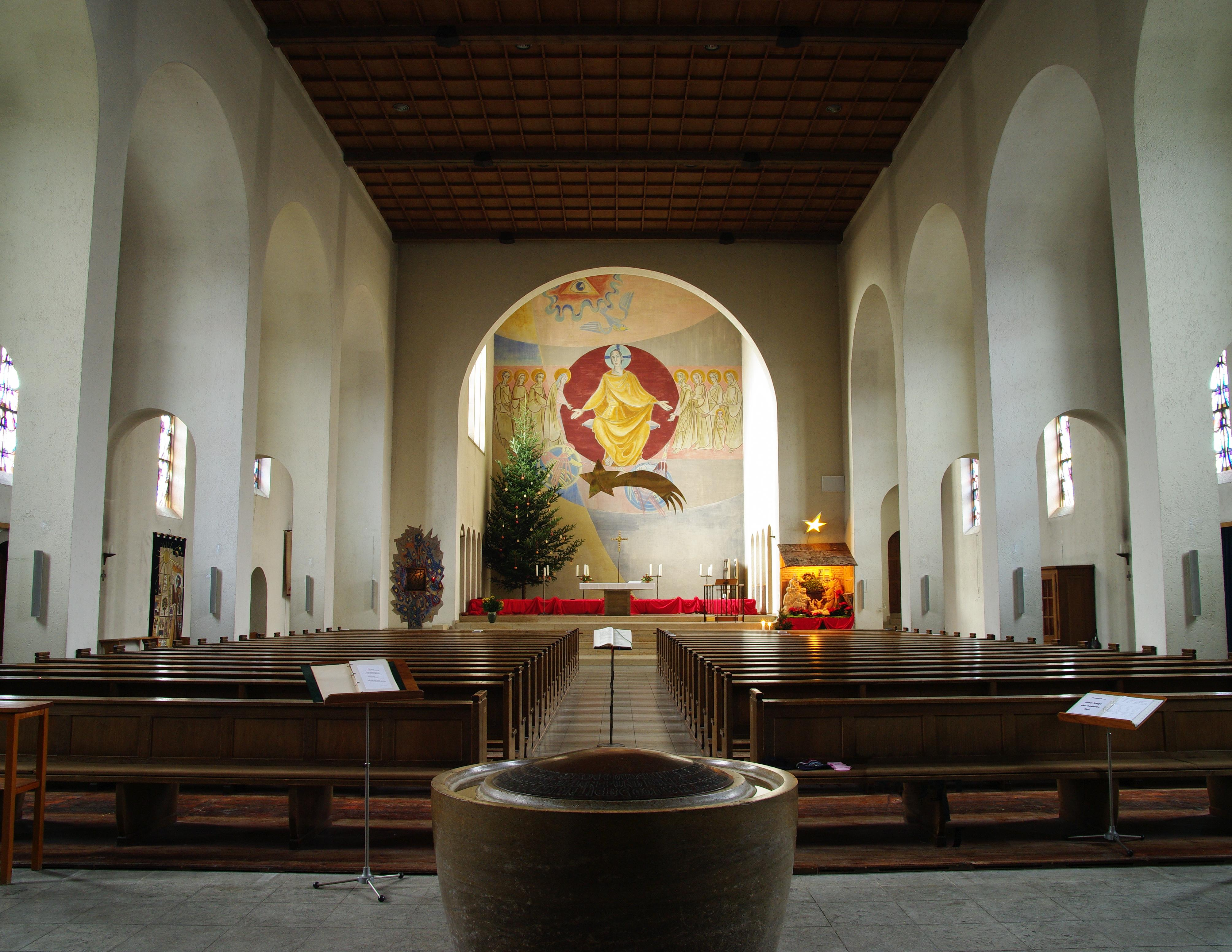
Dreifaltigkeitskirche, Inneres

Das insgesamt schmucklose Innere der Kirche mit einem ursprünglichen Fassungsvermögen von 600 Sitzplätzen ist geprägt von Rundbogen als Gestaltungselement: ein großer Bogen trennt den Chor vom Schiff, die Seitenschiffe sind durch Rundbogen gegliedert, die hohen schmalen Fenster mit getönten Glasornamenten haben oben einen Rundbogenabschluss.
Beim Eintritt in die Kirche fällt sofort das vom aus der Gemeinde stammenden Maler Rudolf Kaufhold gestaltete Fresko der 13 m hohen und fast 10 m breiten Chorwand ins Auge. Es zeigt Christus als jungen Mann in einer großen runden Mandorla, umgeben von Heiligen, von denen nur die Nächststehenden, Maria und Johannes der Täufer, als Individuen kenntlich sind. Über der Mandorla sieht man die Symbole von Gottvater (Auge) und Heiligem Geist (Taube). Die Mandorla wird von zwei Flügelwesen getragen, das linike, hellere aufschauend, das rechte, dunklere tief verneigt, beide mit Augen auf den Flügeln und von Kreisen umfangen. Sie erinnern an die „vier Lebewesen“ mit Flügeln, „außen und innen voller Augen“, der Offenbarung des Johannes (4,8 ).
In der Kirche befindet sich an der Stirnwand des rechten Seitenschiffes die Kopie einer hölzernen, ungefassten gotischen Madonnenstatue mit Kind, deren Original sich im Augustinermuseum Freiburg befindet.
Nach dem 2. Vatikanischen Konzil wurden im Chorraum Veränderungen vorgenommen, die dem neuen liturgischen Verständnis gerecht werden sollten: Der Altar wurde in Richtung Gemeinde versetzt, die beiden Ambos und die Kommunionbank wurden entfernt. Bei dieser Gelegenheit wurde auch die Seitenkapelle verändert und vergrößert. 
2017 nahm die Gemeinde eine weitere Veränderung vor: der Altar wurde in das Kirchenschiff verlegt, um das Gottesdienstgeschehen noch näher mit den Gläubigen zu verbinden. Damit gingen einige Sitzplätze verloren. Der Taufstein, der in der Mittelachse gegenüber dem Altar, gleich beim Eingang in die Kirche stand, wurde nun im Chor vor dem großen Wandgemälde platziert. 
Die Fensterrose in der Rückwand der Kirche zeigt in starken Farben mittelalterlicher Fenster eine Darstellung des himmlischen Jerusalems. Sie wurde gestaltet von Albert Birkle. Die Gestaltung des liturgischen Inventars stammt von Karl Rißler.
Die schlichte Orgel mit symmetrischer Anordnung der Orgelpfeifen auf der rückseitigen Empore rechts und links der Fensterrose wurde 1955 von der Orgelbauwerkstatt Willy Dold aus Freiburg gebaut und umfasst 25 Register auf zwei Manualen und Pedal.

## Glocken
Zur Weihe der Kirche im Jahr 1953 hing nur eine Glocke im Turm der Kirche, eine Leihgabe der Glockengießerei Friedrich Wilhelm Schilling, Heidelberg. 1958 wurde die Angelusglocke als weiterhin einzige Glocke aufgehängt, 1962 konnte sie dann durch vier weitere Glocken zu einem kompletten fünfstimmigen Geläut ergänzt werden. Alle Glocken stammen aus der Gießerei Schilling und sind in einem stählernen Glockenstuhl aufgehängt. 2019/20 wurde des Geläut saniert: neue Klöppel, die Aufhängung an Holzjochen und regelgerechte Lamellenläden in den Schallöffnungen führten zu einer Verbesserung der Klangentfaltung der Glocken.
| Nr. | Name                  | Gussjahr | Durchmesser | Gewicht | Schlagton | Inschrift |
| --- | --------------------- | -------- | ----------- | ------- | --------- | --- |
| 1   | Dreifaltigkeitsglocke | 1962     | 1704 mm     | 3398 kg | b0+2      | Laus honor jubilatio Uni Deo atque Trino semper sit sanctissimo (Lob und Ehre und jubelnder Preis sei zu jeglicher Zeit dem dreieinigen Gott geweiht.) |
| 2   | Marienglocke          | 1958     | 1335 mm     | 1576 kg | d1±0      | Salve, Sancta Maria, Assumpta in coelum Regina, Mater manens in terra viventium Nobis consummationis insignium. (Heilige Maria, sei gegrüßt, als Königin in den Himmel aufgenommen bleibst du die Mutter aller auf der Erde Lebenden: Zeichen der Einung beider Bereiche.)                  |
| 3   | Michaelsglocke        | 1962     | 1154 mm     | 1038 kg | f1+2      | Sancte Michael Archangele signifer fortis potensque dux, quos defendis ab hoste, ad lux perducas. (Heiliger Michael, Erzengel und Kämpfer für Gottes Ehre, Fürst im himmlischen Heer: Im Leben für uns streite, zum Licht uns geleite.)                                                     |
| 4   | Pfarrheiligenglocke   | 1962     | 1031 mm     | 0741 kg | g1±0      | Sanctus Carolus et Sanctus Nicolaus, sacerdotali alter, alter laico munere sanctificati gratiam utramque nobis impetrent uberrinam. (St. Carolus und Bruder Klaus, im Stand verschieden, an Heiligkeit und Hingabe gleich, eure Fürsprache mache uns reich an solchen Priestern und Laien.) |
| 5   | Angelusglocke         | 1958     | 0920 mm     | 0506 kg | a1±0      | Angeli Domini Nuntiate Ecclesiae Salutis Adventum et Gratiae (Engel des Herrn, kündet der Kirche die Botschaft vom Kommen des Heils und der Gnade.) |

## Pfarrgemeinde
Eingerichtet wurde die Gemeinde als Pfarrkuratie der Pfarrei Maria-Hilf im Jahre 1950. Erster Pfarrkurat und später Pfarrer war Eugen Walter, der als Anhänger der Liturgischen Bewegung schon vor dem Zweiten Vatikanischen Konzil die Gemeinde in dessen Sinn geprägt hat. Bis zum Bau der Kirche wurde die Kapelle St. Carolus in der Hansjakobstraße genutzt. 1961 wurde die Gemeinde zur Pfarrei erhoben. Seit 1. Januar 2015 ist sie Teil der Katholischen Kirchengemeinde Freiburg Ost, der außerdem die Pfarreien St. Barbara (Littenweiler), St. Peter und Paul (Kappel) und St. Hilarius (Ebnet) angehören.

## Umgebung
Südlich der Kirche befinden sich der Gemeindesaal und die „Cella“, ein geistliches Zentrum, das von den Erlenbader Franziskanerinnen betreut wird. Hier ist auch das Pfarrbüro untergebracht. Beide Gebäude wurden in den 1990er Jahren errichtet.
Außerdem befinden sich im sogenannten „ehemaligen Pfarrsaal“ unter dem Turm und dem Chorraum der Kirche Jugendräume, die von der  KjG der Gemeinde und den Ministranten genutzt wird.

## Nachweise
1. ↑  Disposition und Bild auf der Site Münsterorgelkonzerte
2. ↑  Freiburg im Breisgau / Waldsee – Heilige Dreifaltigkeit – Orgel Verzeichnis – Orgelarchiv Schmidt. Abgerufen am 5. Mai 2023 (deutsch).
3. ↑  Glockeninspektion der Erzdiözese Freiburg: Kath. Pfarrkirche Hl. Dreifaltigkeit in Freiburg-Waldsee
4. ↑  KjG Dreifaltigkeit | Freiburg. Abgerufen am 22. Mai 2018.